# Shaughnessy (Alberta)
Pour les articles homonymes, voir Shaughnessy.
Shaughnessy est un hameau (hamlet) du Comté de Lethbridge, situé dans la province canadienne d'Alberta.

## Démographie
En tant que localité désignée dans le recensement de 2011, Shaughnessy a une population de 384 habitants dans 149 de ses 161 logements, soit une variation de -4.2% par rapport à la population de 2006. Avec une superficie de 0,344 8 km2, le hameau possède une densité de population de 1 113,689 1 hab/km2 en 2011.
Concernant le recensement de 2006, Shaughnessy abritait 401 habitants dans 151 de ses 154 logements. Avec une superficie de 0,344 8 km2, le hameau possédait une densité de population de 1 163,0 hab/km2 en 2006.